# Taliso Engel
Taliso Engel (Lauf an der Pegnitz, 4 de junho de 2002) é um nadador paralímpico alemão.

## Biografia
Engel compete pelos clubes 1. FCN Schwimmen e TSV Bayer 04 Leverkusen. Em 2018, aos dezesseis anos, conquistou a medalha de bronze nos 100 metros peito no Campeonato Europeu de Dublin, e em 2019 conquistou a medalha de ouro nessa mesma modalidade no Campeonato Mundial de Natação Paralímpica em Londres. Nos Jogos Paralímpicos de Verão de 2020, em Tóquio, consagrou-se campeão em sua prova com a quebra de recorde mundial em 1:02.97 minutos.